# Taras Prochasko
Taras Bohdanovyč Prochasko (ukrajinsky Тара́с Богда́нович Проха́сько; * 16. května 1968, Ivano-Frankivsk) je současný ukrajinský esejista, autor umělecké prózy, novinář, jeden z nejúspěšnějších představitelů tzv. stanislavského fenoménu, laureát několika prestižních ocenění.

## Životopis
Taras Prochasko se narodil roku 1968 v Ivano-Frankivsku na západní Ukrajině. Velkou část svého dětství prožil v městečku Deljatyn, kde začíná Huculsko. Vystudoval přírodovědeckou fakultu Státní (dnes Národní) univerzity Ivana Franka ve Lvově v roce 1992. Povoláním je botanik. Účastnil se studentského protestního hnutí za osamostnění Ukrajiny v letech 1989 - 1991, zejména tzv. revolice na žule v Kyjevě v roce 1990.
Po ukončení studií pracoval v Institutu karpatského lesnictví v Ivano-Frankivsku, posléze ve svém rodném městě působil jako učitel, barman, hlídač, moderátor rádia Veža (Věž). Spolupracoval s lvovskými novinami Ekspres, Postup a Haličský korespondent.
V roce 2015 byl hostem 16. ročníku Měsíce autorského čtení. Ve stejném roce byl s autorem natočen portrét pro cyklus Ukrajinská čítanka – Ukrajina, davaj, Ukrajiny, který vznikl v koprodukci nakladatelství Větrné mlýny a tří veřejnoprávních televizí z Česka (ČT), Polska (TVP) a Slovenska (RTVS). Režisérem dílu je Bohdan Bláhovec.
Žije v Ivano-Frankivsku. Je ženatý, má dva dospělé syny. Je členem ukrajinského PEN-klubu.

## Dílo

#### Próza
Prochasko debutoval v legendárním undergroundovém časopise Četver (Čtvrtek), kde v letech 1992–1994 působil jako redaktor. Mezi jeho nevýznamnější díla patří prozaické sbírky Inši dni Anny (Jiné dny Anny, 1998), Leksykon tajemnych znaň (Lexikon tajemných nauk, 2005), román Neprosti (Jinací, 2002, česky 2012), sbírka prozaických útvarů Z cjoho možna zrobyty dekilka opovidaň (To by vystačilo na několik povídek, 2005), sebrané texty deníkové a esejistické povahy FM Halyčyna (FM Halič, 2001) a Port Frankivsk (Přístav Frankivsk, 2006). Prochasko je rovněž autorem koncepce edice Inšyj format (Jiný formát) nakladatelství Lileja-NV, kde byly v letech 2003–2004 publikovány rozhovory s předními ukrajinskými osobnostmi. V Polsku společně se Serhijem Žadanem vydal sbírku esejů s názvem Ukraina (2006) a v Německu byla v roce 2007 otištěna sbírka esejů Galizien-Bukowina-Express (společně s Jurkem Prochaskem a Magdalenou Blaszczuk). V roce 2010 mu vyšla sbírka dříve nevydané tvorby BotakJe (Jetotak). Později vydal postupně tři sbírky převážně esejistické tvorby: Odnoji i toji samoji (Jedno a totéž, 2013), Projevy vyspělosti (Oznaky zrilosti, 2014) a Ano, ale (Tak, ale..., 2019).

#### Dětská literatura
V letech 2013-2017 napsal společně s ilustrátorkou Marjanou Prochasko oceňovanou tetralogii dětských knih o osudech krtčí rodiny: Chto zrobyť snih (Kdo udělá sníh, 2013), Kudy znyklo more (Kam zmizelo moře, 2015), Jak zrozumity kozu (Jak porozumět koze, 2016) a Žyttja i snih (Život a sníh, 2017).

#### V češtině
- Jinací. Přel. Jekaterina Gazukina, Alexandra Stelibská. Červený Kostelec: Nakladatelství Pavel Mervart, 2012, 208 s.[9]
- FM Halič. Přel. Jekaterina Gazukina, Alexandra Stelibská. Brno: Větrné mlýny, 2015.[10]
- Jetotak. Přel. Jekaterina Gazukina, Alexandra Vojtíšková, Tereza Chlaňová, Marie Iljašenko, Rita Kindlerová a Miroslav Tomek. Červený Kostelec: Nakladatelství Pavel Mervart, 2020, 400 s.

## Styl
Jeho román Jinací i esejistické povídky jsou magické, zenové, filosofické, estétské, prodchnuté melancholií a humorem.

Spisovatel Jáchym Topol o něm píše:
V mistrných Prochaskových prózách se to podstatné většinou děje tiše a nenápadně, jako pod příkrovem sněhu, tlumené mrazem nebo ve snu. Usebraná samota, stesk po blízkých či třeba kuchyňské popíjení, ale také stíny a běsy tu při četbě vyvstávají jako stránky podivuhodného herbáře. Přičemž veškerou vítězoslávu i plahočení našich životů Prochasko popisuje bez patosu, stručně a věcně jako ten nejobyčejnější zázrak.
O jazyku díla Tarase Prochaska píše Věra Lendělová:
Jeho literární tvorba dokládá, že ukrajinské slovo se mu daří používat ve velmi sofistikovaných podobách a formách, aniž by je "zapleveloval" sníženými lexikálně stylistickými prostředky a "obohacoval" o prvky karnevalovosti (...) Jeho mluva, ale i psaná ukrajinština, je zbavena zbytečných nánosů žargonu a suržikoidního balastu, je vysoce poetická, svým způsobem niterná, vyniká originalitou pojmosloví a důvtipem jazykové hry. 

## Ocenění
Získal řadu literárních ocenění, například, literární stipendium Stowarzyszenie Willa Decjusza - Homines Urbani, které obdržel v roce 2004, a cenu Premia Konrada (2007), udělovanou mladým ukrajinským spisovatelům Polským institutem v Kyjevě. Dvakrát se stal držitelem ocenění "Kniha roku BBC" (v roce 2013 za dětskou literaturu, v roce 2019 za esejistiku), v roce 2013 obdržel Cenu Jurije Ševelova za uměleckou esejistiku a v roce 2020 následovala nejprestižnější ukrajinská literární cena - Národní cena Ukrajiny Tarase Ševčenka.